# 鸡冠洞
鸡冠洞位于河南省洛阳市栾川县，县城西三公里，秦岭余脉伏牛山支脉鸡冠山的半山腰上，海拔1021米，鸡冠洞是一处大型的石灰岩溶洞，喀斯特岩溶地貌。鸡冠洞长达5600米，供观赏长度1800余米，观赏面积2.3万平方米。此类洞穴在北方少见，被誉为北国第一洞府。2012年1月9日被中国国家旅游局授予国家5A级旅游景区称号。